# Качин-Гербаси
Качин-Гербаси (пол. Kaczyn-Herbasy) — село в Польщі, у гміні Чижев Високомазовецького повіту Підляського воєводства.
Населення — 119 осіб (2011).
У 1975-1998 роках село належало до Ломжинського воєводства.

## Демографія
Демографічна структура станом на 31 березня 2011 року:
|          | Загалом | Допрацездатний вік | Працездатний вік | Постпрацездатний вік |
| -------- | ------- | ------------------ | ---------------- | -------------------- |
| Чоловіки | 62      | 17                 | 34               | 11                   |
| Жінки    | 57      | 14                 | 30               | 13                   |
| Разом    | 119     | 31                 | 64               | 24                   |